# William Montagu, V duca di Manchester
William Montagu, V duca di Manchester (21 ottobre 1771 – Roma, 18 marzo 1843), è stato un nobile, ufficiale e politico inglese.

## Biografia
Era il figlio maggiore di George Montagu, IV duca di Manchester, e di sua moglie, Lady Elizabeth Dashwood, figlia di Sir James Dashwood, II Baronetto. Fu educato ad Harrow e poi prestò servizio nell'esercito, ottenendo il grado di colonnello nel 1794.
Nel 1788 succedette al padre.

## Carriera politica
Fu governatore della Giamaica (1808-1827). Durante il suo mandato, ha supervisionato l'attuazione dell'abolizione della tratta degli schiavi nella colonia. Nel 1815 si occupò delle conseguenze dell'incendio di Port Royal e della devastazione delle piantagioni giamaicane da parte di un uragano. La capitale Mandeville, venne chiamata in onore di suo figlio, il visconte Mandeville.
Al suo ritorno in Inghilterra, fu Direttore generale delle poste (1827-1830), succedendo a suo fratello più giovane Lord Frederick Montagu. È stato anche Lord luogotenente di Huntingdonshire (1793-1841).

## Matrimonio
Sposò, il 7 ottobre 1793 a Eaton, Edimburgo, Lady Susan Gordon (2 febbraio 1774-26 agosto 1828), figlia di Alexander Gordon, IV duca di Gordon. Ebbero otto figli:
- Lady Jane Montagu (1794-27 settembre 1815);
- Lady Elizabeth Montagu (?-9 gennaio 1857), sposò Thomas Steele, ebbero figli;
- Lady Susan Montagu (18 settembre 1797-5 marzo 1870)[6], sposò George Hay, VIII marchese di Tweeddale, ebbero dieci figli;
- George Montagu, VI duca di Manchester (9 luglio 1799-18 agosto 1855);
- Lord William Francis Montagu (5 agosto 1800-30 marzo 1842), sposò Emily du Pre, ebbero tre figli;
- Lady Georgiana Frederica Montagu (1803-30 luglio 1892), sposò Evan Baillie, ebbero cinque figli;
- Lady Catherine Caroline Montagu (27 settembre 1804-10 settembre 1892), sposò John Calcraft, ebbero due figli;
- Lady Emily Montagu (1806-2 febbraio 1827).

## Ultimi anni e morte
La duchessa causò uno scandalo sociale quando fuggì con uno dei suoi valletti. Morì a Eaton, Edimburgo, nell'agosto 1828, a 54 anni. Egli le sopravvisse quindici anni e morì a Roma, nel marzo del 1843, all'età di 71 anni.